# Маас, Вильгельм Фридрихович
Вильгельм Фридрихович Маас (1 февраля 1940 — 21 декабря 2023) — советский хозяйственный, государственный и политический деятель. Почётный гражданин города Ноябрьск.

## Биография
Родился в 1940 году в селе Ворошиловка. По происхождению — поволжский немец.
Член КПСС. С 1961 года — на хозяйственной, общественной и политической работе. В 1961—2000   — заведующий механотракторной мастерской Теньгинского племсовхоза, в рядах Советской Армии, помощник бурильщика, бурильщик, буровой мастер Вахской нефтегазоразведочной экспедиции, буровой мастер Ноябрьской нефтегазоразведочной экспедиции производственного геологического объединения «Обьнефтегазгеология» Министерства геологии СССР.
Указами Президиума Верховного Совета СССР от 6 марта 1978 года и от 31 октября 1985 года награждён орденами Трудовой Славы 3-й и 2-й степеней.
За большой личный вклад в изыскание и использование резервов экономии сырья, материалов и топливно-энергетических ресурсов был в составе коллектива удостоен Государственной премии СССР за выдающиеся достижения в труде 1988 года.
Указом Президиума Верховного Совета СССР от 30 апреля 1991 года награждён орденом Трудовой Славы 1-й степени.
Жил в ЯНАО, умер 21 декабря 2023 года.